# Stylocidaris lorioli
Stylocidaris lorioli is een zee-egel uit de familie Cidaridae.
De wetenschappelijke naam van de soort werd in 1927 gepubliceerd door René Koehler.